# Laura Ranalli
Laura Ranalli (ur. 21 czerwca 1976 w Avezzano) – włoska filolożka klasyczna i dyplomatka, od 2024 ambasador Włoch w Ghanie.

## Życiorys
W 2000 ukończyła studia w zakresie filologii klasycznej na Uniwersytecie Rzymskim „La Sapienza”, a w latach 2000–2002 odbyła podyplomowe kursy stosunków międzynarodowych Włoskiego Towarzystwa Organizacji Międzynarodowych (SIOI).
Od 2002 pracuje w służbie dyplomatycznej, do 2006 pracowała w centrali MSZ w Rzymie, m.in. w dyrekcji ds. promocji kulturalnej. Od 2006 była I sekretarzem Ambasady Włoch w Warszawie, a w latach 2010–2014 zastępcą szefa misji w Ambasadzie w Wilnie. Od 2015 do 2020 w dyrekcji ds. Unii Europejskiej MSZ pełniła funkcje zastępcy szefa wydziału ds. krajów Europy Śródziemnomorskiej oraz szefowej wydziału ds. krajów Europy Środkowej i Wschodniej. W 2020 wróciła do Warszawy na stanowisko zastępcy szefa misji, które pełniła do 2024. Między listopadem 2022 a lutym 2023 kierowała placówką jako chargé d’affaires. Od 2024 jest ambasadorem Włoch w Akrze.
Jej mężem jest polski poeta i krytyk literacki Piotr Kępiński.

## Odznaczenia
- Order Zasługi Republiki Włoskiej V klasy (2019)